# São Martinho de Recezinhos
São Martinho de Recezinhos es una freguesia portuguesa del concelho de Penafiel, con 5,44 km² de superficie y 1.873 habitantes (2001). Su densidad de población es de 344,3 hab/km².